# Bodh Gaya
Bodh Gaya ou Bodhgaya é uma cidade do distrito de Gaya, no estado de Bihar, na Índia. Está localizada a 96 quilômetros da capital do estado, Patna. Historicamente, era conhecida como Bodhimanda. O principal monastério de Bodhgaya era chamado Bodhimanda-vihara. É o local mais sagrado do budismo, pois teria sido o local onde o fundador da religião, Sidarta Gautama, teria criado a doutrina, por volta do século V a.C. Em 2002, o Complexo do Templo Mahabodhi de Bodh Gaya se tornou um Património Mundial segundo a Organização das Nações Unidas para a Educação, a Ciência e a Cultura.

## História
De acordo com a tradição budista, cerca de 500 a.C., o príncipe Siddhartha Gautama
chegou à margem silvestre do Rio Falgu, próximo da cidade de Gaya. Ali, ele sentou em meditação debaixo de uma Árvore Bodhi (Ficus religiosa). Depois de 49 dias e de 49 noites em meditação, Siddhartha atingiu a iluminação e achou as respostas que buscava. Após sete semanas meditando sobre as respostas que havia encontrado, viajou para Sarnath, onde começou a disseminar a religião que havia criado, o budismo.
Os discípulos de Siddhartha Gautama começaram a visitar os locais onde ele alcançara a iluminação durante a lua cheia do mês de Vaisakh (abril-maio), pelo calendário hindu. Através do tempo, o local ficou conhecido como Bodh Gaya, o dia da iluminação como Buddha Purnima e a árvore como Árvore Boddhi.
A história de Bogh Gaya é documentada por várias inscrições e pela descrição de peregrinos. Dentre essas descrições, estão as dos peregrinos chineses Faxian no século V e Xuanzang no século VII. A área foi o coração da civilização budista por séculos, até ser conquistada pelo exército turco no século XIII.

## Templo Mahabodhi
O complexo contém o Templo Mahabodhi, com o Trono de Diamante (chamado Vajrasana) e a sagrada Árvore Bodhi. Dessa árvore, foi retirada a muda que deu origem à árvore Sri Maha Bodhi no Sri Lanka. 
Acredita-se que, 250 anos depois da iluminação de Buddha, o imperador Asoka tenha visitado Bodh Gaya. Ele é considerado o fundador do templo original Mahabodhi. Consistia em uma pirâmide alongada coroada por uma miniatura de uma estupa e um chatravali na plataforma. A pirâmide contém imagens de Buda em nichos. Alguns historiadores acreditam que o templo foi construído ou renovado no primeiro século da era cristã, durante o Império Kushana. Com o declínio subsequente do budismo na Índia, o templo foi abandonado e esquecido, tendo sido coberto por várias camadas de solo e areia.
No século XIX, o templo foi restaurado por sir Alexander Cunningham como parte de seu trabalho pela British Archaeological Society. Em 1883, Cunningham, junto com J. D. Beglar e Rajendralal Miitra, escavou cuidadosamente o local. Foi, então, efetuado um grande trabalho de restauração para restaurar Bodh Gaya à sua glória passada.

## Outros Templos
Kittisirimegha, do Sri Lanka, contemporâneo de Samudragupta, ergueu, com a permissão de Samudragupta, um Sangharama (mosteiro) próximo ao Mahabodhi-vihara, com o auxílio de monges cingaleses que cultuavam a Árvore Bodhi. As informações referentes ao sangharama são provenientes de uma descrição de Hiouen Thsang. Foi provavelmente aqui que Buddhaghosa encontrou Revata, que o persuadiu a ir para o Ceilão.
Atualmente, muitos templos budistas e monastérios de Bodh Gaya têm sido reconstruídos pelo povo budista de todo o mundo. Esses prédios refletem os estilos arquitetônicos e as decorações exteriores e interiores de seus respectivos países. A estátua de Buda no templo chinês tem duzentos anos e foi trazida da China. O templo japonês tem o formato de um pagode. O templo de Myanmar é também uma pagoda e é um remanescente do Reino de Pagan. O templo tailandês tem um típico telhado curvado coberto com telhas de ouro. Dentro, o templo tem uma estátua de bronze de Buda. Próximo ao templo tailandês, está uma estátua recente, de 25 metros, do Buda, localizada num jardim que existe há cem anos. Os budistas tibetanos têm dois templos.

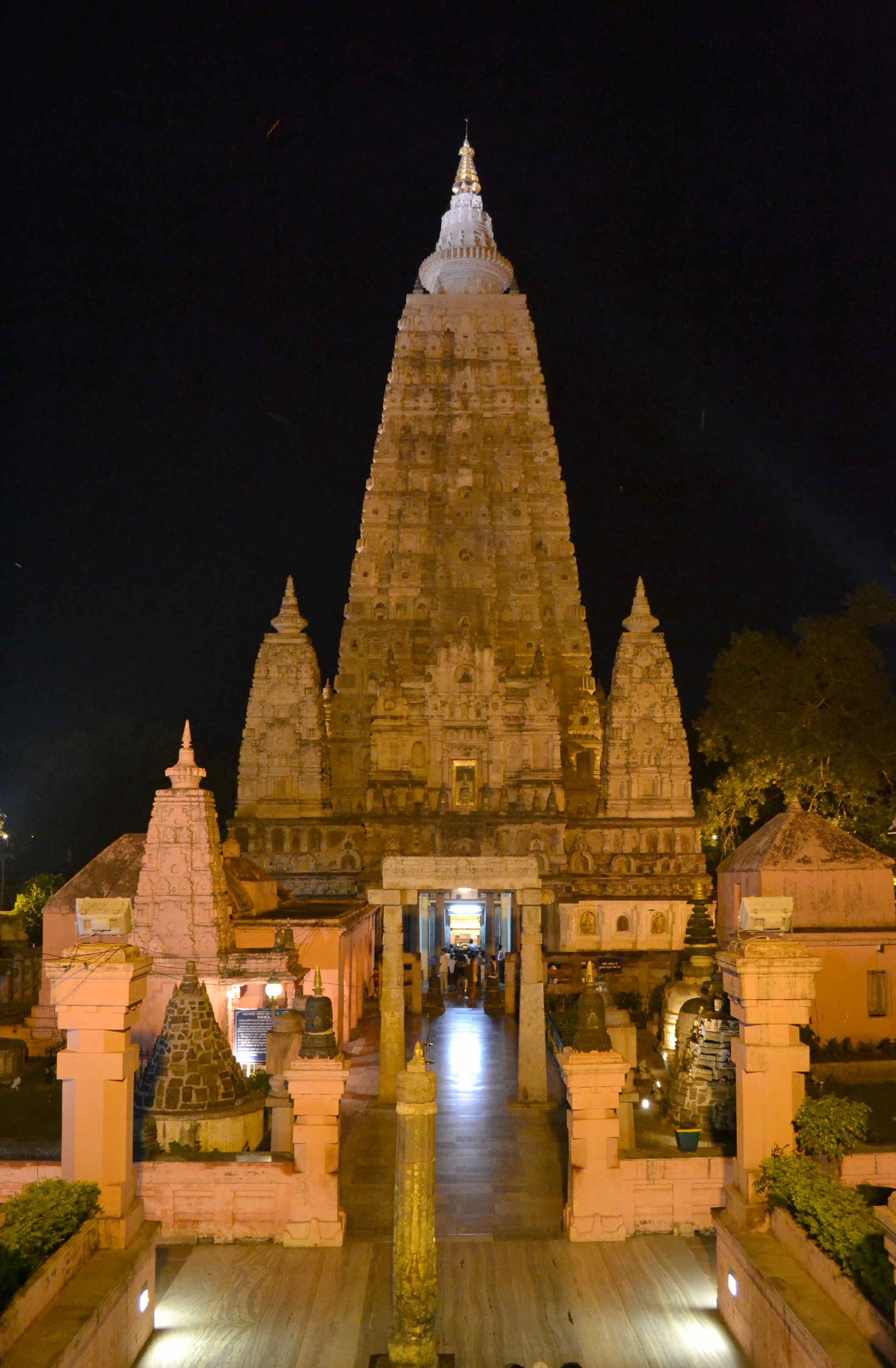
Templo Mahabodhi, em Bodh Gaya